# Julemærkefilmen 1949
Julemærkefilmen 1949 er en dansk dokumentarfilm fra 1949.

## Handling
Hvad bruges julemærke-indsamlingens penge til? Udsatte og særligt trængende børn får mulighed for at komme på julemærkehjemmene rundt om i Danmark. Ikke alle børn har det lige let derhjemme, det kan være småt med midlerne, og de kan være meget overladt til sig selv. Børneliv i baggårdene er et vilkår for mange. Mange børn trænger til god pleje og frisk luft efter sygdom. De heldige får ophold på et julemærkehjem. Det kan dog være svært at sige farvel på Hovedbanegården. Filmen følger dagligdagen på Lindersvold i Faxe, som har 80 børn året rundt, Fjordmark ved Flensborg Fjord, Holbølls Minde ved Svendborg, som har 60 mindre børn, Hobro-hjemmet ved Mariager Fjord, som er det nyeste og mest moderne, samt julemærkehjemmet i Juelsminde. Kongeparret besøger Hobro Julemærkehjem.

## Medvirkende
- Kong Frederik 9.
- Dronning Ingrid